# イジー・パヴレンカ
イジー・パヴレンカ（Jiří Pavlenka、1992年4月14日 - ）は、チェコ・フルチーン出身のサッカー選手。ギリシャ・スーパーリーグ・PAOKテッサロニキ所属。ポジションはGK。チェコ代表。

## 経歴

### クラブ
FCバニーク・オストラヴァの下部組織で育ち、2012年にトップチームに昇格すると、2013年6月1日のFKバウミト・ヤブロネツ戦でリーグ戦デビューを果たした。
2016年1月にFCバニーク・オストラヴァから38万ユーロでSKスラヴィア・プラハに移籍した。初シーズンから定位置をつかみ、スラヴィア・プラハのリーグ優勝に貢献した。チェコ時代には国内リーグで通算103試合に出場、国際舞台においてもUEFAヨーロッパリーグで4試合に出場した。
2017年6月、ヴェルダー・ブレーメンに300万ユーロで移籍し、4年契約を結んだ。

### 代表
2013年から2015年にかけてU-21チェコ代表に招集された経歴を持つ。2015年6月に地元チェコで開催されたUEFA U-21欧州選手権2015の代表メンバーに選出されたが、出場機会はなかった。
チェコ代表としては2016年11月15日に行われたデンマーク代表との国際親善試合でデビューをした。